# Neudorf (Sohland an der Spree)
Neudorf ist ein Gemeindeteil des Hauptortes der Gemeinde Sohland an der Spree im Landkreis Bautzen.

## Geographie

### Lage
Neudorf befindet sich am südlichen Fuß der Friedrich-August-Höhe (469 m) im Quellgrund des Sohlander Dorfbaches. Das Dorf liegt nahe der tschechischen Grenze an der Wasserscheide zwischen den Einzugsgebieten der Spree und der Sebnitz, der das westlich von Neudorf entspringende Gemeindegutwasser (Solandský potok) und das Grenzwasser (Hraniční potok) zufließen. Südöstlich entspringt der  Schebichbach. Im Nordwesten erhebt sich der Kinderberg (Liščí vrch, 480 m), östlich der Müllersberg (401 m), im Süden die Schwarze Koppe (470 m), südwestlich der Barthelsberg (462 m) sowie westlich der Fuchsberg (473 m).

### Nachbarorte
|           | Tännicht                                    | Obersohland    |
| Röhrsdorf | Kompassrose, die auf Nachbargemeinden zeigt | Obersohland    |
| Hainspach | Groß Schönau                                | Neugrafenwalde |

### Straßen
Der Ortsteil besteht aus den Straßen Neudorf, Baudenweg und Hainspacher Straße.

## Geschichte
Neudorf wurde 1691 durch den Besitzer des Rittergutes Obersohland, Christoph Abraham von der Sahla, auf der zu den Rittergutsfluren gehörigen Überschar bzw. Scheibe angelegt und war der erste Ausbau des Obersohlander Gutes. Ein Teil der Siedler waren böhmische Exulanten aus Hainspach und Schirgiswalde. Eines der Anwesen wurde 1703 mit Schankrechten ausgestattet und führte den Namen „Güldene Trommel“. Der Wirtshausname, der bis zum Ende des 19. Jahrhunderts im Volksmund auch den gesamten Ortsteil bezeichnete, soll davon herrühren, dass die Untertanen des abgelegenen Dörfchens mittels einer Trommel zu den Hofdiensten nach Sohland bestellt wurden.
Ab der Mitte des 19. Jahrhunderts bildete Neudorf einen Ortsteil der Gemeinde Obersohland, gepfarrt war die Ansiedlung nach Mittelsohland. Seit der 1877 erfolgten Fusion von Obersohland mit Wendischsohland, Mittelsohland und Niedersohland zur Gemeinde Sohland an der Spree, war Neudorf ein Ortsteil derselben. Am Übergang zum 20. Jahrhundert wurde die Straße nach Hainspach hergestellt, an der Grenze zu Böhmen wurde ein Zollamt erbaut. Die Prinz-Friedrich-August-Baude mit dem gleichnamigen Aussichtsturm entstand im Jahre 1900. Im 20. Jahrhundert entwickelte sich Neudorf nicht nur zu einer beliebten Sommerfrische, sondern wegen seiner Höhenlage auch zum Wintersportort. 1930 errichtete der Skiclub Sohland an der Schwarzen Koppe eine neue Sprungschanze. In den 1950er Jahren errichteten die Sohlander Skisportler um die Friedrich-August-Höhe neue Wintersportanlagen; es entstanden eine Abfahrtsstrecke, Rodelbahn und Loipen sowie eine Kradjöringstrecke vom Kinderheim Sonnenblick in Obersohland zum ehemaligen Zollamt  bzw. auf die Höhe angelegt. Neben der zu DDR-Zeiten in „Grenzbaude“ umbenannten Prinz-Friedrich-August-Baude diente der Gasthof Oberschmiede in Obersohland als Quartier der zu den Wettkämpfen angereisten Sportler. In den 1970er Jahren wurde bei Tännicht ein neues Wintersportzentrum aufgebaut, dadurch kamen die Pisten und Schanzen bei Neudorf zum Wegfall.
Zum 1. Januar 2011 wurde Neudorf als amtlicher Gemeindeteil von Sohland an der Spree gestrichen.
Seit 2021 wird das zuletzt leerstehende ehemalige Zollamt von einer Privatperson saniert.

### Verwaltungszugehörigkeit
- 1777: Bautzener Kreis, 1843: Landgerichtsbezirk Bautzen, 1856: Gerichtsamt Schirgiswalde, 1875: Amtshauptmannschaft Bautzen, 1952: Kreis Bautzen, 1994: Landkreis Bautzen, 1. August 2008: Landkreis Bautzen.